# Tabanus hinellus
Tabanus hinellus är en tvåvingeart som beskrevs av Philip 1960. Tabanus hinellus ingår i släktet Tabanus och familjen bromsar. Inga underarter finns listade i Catalogue of Life.